# Дъщерите на дансинга
„Дъщерите на дансинга“ (на полски: Córki dancingu) е полски игрален филм на режисьорката Агнешка Смочинска от 2015 г.
Премиерата на филма е на 25 декември 2015 г. по време на 40. Филмов фестивал в Гдиня. В България е прожектиран за първи път на 17 март 2016 г. в Дом на киното по време на XX Международен филмов фестивал „София Филм Фест“.

## Награди
- През 2015 г. на фестивала в Гдиня получава Награда за режисьорски дебют и награда за грим на Януш Калея и Томаш Матрашек[1]
- На световния конкурс за игрално кино Сънданс получава Специална награда на журито за уникална визия и дизайн[2][3]